# Олакур
Олаку́р (фр. Holacourt) — коммуна во французском департаменте Мозель региона Лотарингия. Относится к кантону Фолькемон.

## Географическое положение
Олакур расположен в 30 км к северо-востоку от Меца. Соседние коммуны: Мани на севере, Арренкур и Брюланж на востоке, Лес и Шенуа на юго-западе.

## История
- Деревня бывшего региона трёх епископств.
- Входила в мозельские земли.
- В 1985 году Олакур был отделён от Брюланжа.

## Демография
По переписи 2008 года в коммуне проживало 63 человека.